# U–190
Az U–190 tengeralattjárót a német haditengerészet rendelte a brémai AG Wessertől 1940. november 4-én. A hajót 1942. június 8-án vették hadrendbe. Hat harci küldetése volt, ezek során egy kereskedelmi és egy hadihajót küldött a tenger fenekére.

## Pályafutása
Első hadi küldetésére 1943. február 20-án futott ki Max Wintermeyer kapitány irányításával. Az Atlanti-óceán északi részén sikeresen megtorpedózta a 7805 tonna fagyasztott és általános árut szállító brit Empire Lakelandet, amely leszakadt az SC–121-es konvojtól. A brit hajó fedélzeten tartózkodó 64 ember meghalt. Második járőrszolgálata során az amerikai keleti part előtt cserkészett, nagyjából Philadelphia és Miami között. Nem sikerült elsüllyesztenie egy hajót sem, de május 28-án egy amerikai B–24 Liberator bombát dobott rá, és a búvárhajó megsérült.
1943. október 7-én Brestből indult Brazília partjai elé, de kénytelen volt eredmény nélkül visszatérni Lorient-ba. Az út során a USS Turner romboló megpróbálta elsüllyeszteni. Szintén sikertelenül végződött következő harci feladata is, amikor Kelet-Afrika partjainál keresett zsákmányt, egészen Ghánáig. Következő, 49 napos útján Lorient-ból indulva megkerülte a brit szigeteket, és a németországi Flensburgban kötött ki.
Utolsó járőrútjára a norvégiai Hortenből indult 1945. február 19-én. Április 16-án Új-Skócia partjainál megtorpedózta a kanadai HMCS Esquimalt aknaszedőt. A 70 tengerészből 44 elesett.
A tengeralattjáró legénysége 1945. május 14-én az új-fundlandi Bay of Bullsnál megadta magát. Júniusban az U–190-et St. John's-ba, majd Halifaxbe vontatták. Teszteket végeztek rajta, majd 1947. október 21-én kanadai hadihajók és repülőgépek Új-Skócia partjainál hullámsírba küldték.

## Kapitányok
| Név              | Kezdőnap             | Zárónap         |
| ---------------- | -------------------- | --------------- |
| Max Wintermeyer  | 1942. szeptember 24. | 1944. július 5. |
| Hans-Erwin Reith | 1944. július 6.      | 1945. május 14. |

## Őrjáratok
| Indulás | Indulónap            | Érkezés      | Zárónap             |
| ------- | -------------------- | ------------ | ------------------- |
| Kiel    | 1943. február 20.    | Lorient      | 1943. március 30.   |
| Lorient | 1943. május 1.       | Lorient      | 1943. augusztus 19. |
| Brest   | 1943. szeptember 30. | Lorient      | 1944. január 15.    |
| Lorient | 1943. március 16.    | Lorient      | 1943. június 20.    |
| Lorient | 1944. augusztus 17.  | Flensburg    | 1944. október 4.    |
| Horten  | 1945. február 19.    | Bay of Bulls | 1945. május 14.     |

## Elsüllyesztett hajók
| Dátum             | Hajó neve       | Nemzetisége        | Brt  | Konvoj |
| ----------------- | --------------- | ------------------ | ---- | ------ |
| 1943. március 8.  | Empire Lakeland | Egyesült Királyság | 7015 | SC–121 |
| 1945. április 16. | HMCS Esquimalt* | Kanada             | 590  |        |

* Hadihajó